# Stoker (película)
Stoker (titulada Lazos perversos en Hispanoamérica) es una película de suspense psicológico dirigida por Chan-Wook Park y escrita por Wentworth Miller. Está protagonizada por Mia Wasikowska, Matthew Goode y Nicole Kidman y fue estrenada el 1 de marzo del 2013 en los Estados Unidos. Fue la última película producida por Tony Scott, quien falleció antes de que comenzara el rodaje.

## Trama
Al cumplir dieciocho años, la vida de India Stoker (Mia Wasikowska) da un giro inesperado cuando su amado padre, Richard (Dermot Mulroney), fallece en un accidente automovilístico. Debido a esto, India queda en compañía de su emocionalmente inestable madre Evelyn (Nicole Kidman). En el funeral, Evelyn e India conocen al carismático y encantador hermano de Richard, Charlie (Matthew Goode), quien ha pasado toda su vida viajando por el mundo. Allí, él les anuncia que se quedará indefinidamente con ellas para apoyarlas, muy para el deleite de Evelyn y el disgusto de India.
Poco después de que Charlie se mude, India lo ve discutiendo con la Sra. McGarrick (Phyllis Somerville), la ama de llaves de la casa. Posteriormente, la Sra. McGarrick desaparece y jamás vuelve a ser vista. Charlie y Evelyn se vuelven cercanos e íntimos mientras India continúa rechazando los intentos de su tío por formar una amistad con ella. Más tarde, la tía abuela de India, Gwendolyn (Jacki Weaver), llega de visita a la casa, causando la conmoción de Evelyn y Charlie. Durante la cena, Gwendolyn comienza a sospechar de los supuestos viajes de Charlie por el mundo y le dice a Evelyn que necesita contarle algunas cosas sobre él. Esa noche, Gwendolyn se cambia de hotel debido a una inexplicable sospecha sobre Charlie. Sin embargo, extravía su celular e intenta llamar a la casa de los Stoker desde un teléfono del hotel. Mientras hace la llamada, Charlie la encuentra y la acorrala en la cabina telefónica, mostrándose ofuscado. Le devuelve el celular, pero luego la mata ahorcándola con su cinturón. Mientras tanto, India va al sótano a comer helado y encuentra el cadáver de la Sra. McGarrick en el congelador, dándose cuenta de que Charlie la mató.
Después de que India descubra que su tío es un asesino, se desata su agresividad en la escuela. Allí ataca al matón de la clase, Chris Pitts (Lucas Till), enterrándole un lápiz en la mano después de que él hiciera comentarios sexuales despectivos sobre su madre. Esto llama la atención de otro compañero de clase, Whip Taylor (Alden Ehrenreich). Después del incidente, India se va a casa, donde es testigo de la intimidad entre Evelyn y Charlie. Debido a esto, se marcha a un restaurante cercano y luego acude a Whip. Ella y Whip van al bosque, donde proceden a besarse hasta que ella lo muerde agresivamente. Entonces Whip intenta violarla hasta que Charlie aparece y la rescata, rompiéndole el cuello a Whip con su cinturón. Posteriormente, India ayuda a su tío a enterrar el cuerpo del joven en el jardín de su casa.
Más tarde, India intenta llamar a su tía Gwendolyn, pero escucha el sonido de su celular en lo profundo del jardín, notando así que Charlie también la asesinó. India toma una ducha y experimenta un despertar sexual, masturbándose pensando en el asesinato y alcanzando el clímax cuando recuerda a su tío rompiendo el cuello de Whip.
Posteriormente, India va a la oficina de su padre para recolectar objetos de él que ella desea guardar. Allí descubre que una llave que recibió como obsequio de cumpleaños corresponde a un cajón del escritorio de Richard. Dentro del cajón encuentra varias cartas de Charlie, las cuales detallan sus viajes. No obstante, India se percata de que las cartas son solo mentiras, ya que la dirección del remitente pertenece a una institución mental. Acto seguido, India enfrenta a su tío, quien le cuenta la verdad: cuando eran niños, Charlie asesinó a Jonathan, el hermano menor de él y Richard, ya que estaba celoso porque Richard le prestaba más atención a él. Fue por eso que Charlie terminó encerrado en un manicomio por varios años. Al ser liberado, para el cumpleaños dieciocho de India, Richard le dio a Charlie un automóvil, una generosa cantidad de dinero y un departamento en Nueva York para evitar que él se aproximara a su familia. Sintiéndose herido y traicionado, Charlie golpeó a Richard con una piedra hasta causarle la muerte y luego fingió que todo fue un accidente automovilístico.
Al principio, India queda impactada y enojada. Sin embargo, parece perdonar a su tío después de que él la ayuda cuando el sheriff Howard (Ralph Brown) la interroga por la desaparición de Whip. Ambos se vuelven cercanos hasta que Evelyn es testigo de su relación. Esa noche, Evelyn expresa fríamente sus deseos de ver sufrir a India antes de preguntarle a Charlie cómo es que su hija sabe la verdad de su pasado. Charlie seduce a Evelyn y luego trata de estrangularla hasta que India aparece y le dispara a su tío en el cuello con un rifle de cacería. Posteriormente, entierra su cadáver en el patio y se marcha a Nueva York en el auto de Charlie. Al poco rato, India es detenida por viajar a alta velocidad por el sheriff Howard, quien le pregunta por qué va tan apurada. India le responde que quería llamar su atención y luego le entierra una tijera para cortar césped en el cuello. Finalmente, India sigue el rastro de sangre del moribundo policía hasta un campo cercano, donde lo apunta con su rifle.

## Reparto
- Mia Wasikowska como India Stoker.
- Matthew Goode como Charlie Stoker.
- Nicole Kidman como Evelyn Stoker.
- Dermot Mulroney como Richard Stoker.
- Jacki Weaver como la tía Gwendolyn "Gin" Stoker.
- Lucas Till como Chris Pitts.
- Alden Ehrenreich como Whip Taylor.
- Phyllis Somerville como la señora McGarrick.
- Ralph Brown como el sheriff Howard.
- Judith Godrèche como la doctora Jacquin.
- Wendy Keeling como Mourner.

## Producción
El actor Wentworth Miller escribió el guion de Stoker y su precuela, Uncle Charlie, bajo el pseudónimo de «Ted Foulke». En el 2010, la obra de Miller se ubicó en el quinto lugar de los diez mejores guiones que no habían llegado a la pantalla grande en la encuesta anual elaborada por The Black List. Miller describió su trabajo como una película de terror, un drama familiar y un thriller psicológico. Aunque se vio influido por la película Drácula, de Bram Stoker, Miller aclaró:

It’s not about vampires. It was never meant to be about vampires. But, it is a horror story. A stoker is one who stokes, which also ties in nicely with the narrative.
No se trata de vampiros. Jamás se trató de vampiros. Pero es una historia de terror. Un fogonero es alguien que aviva el fuego, lo cual se relaciona bien con la narrativa.

La sombra de una duda, dirigida por Alfred Hitchcock en 1943, también influyó en la historia de Stoker. Al respecto, Miller señaló:

The jumping off point is actually Hitchcock's Shadow of a Doubt. So, that's where we begin, and then we take it in a very, very different direction.
El punto de partida viene, de hecho, de La sombra de una duda de Hitchcock. Así que ahí es donde comenzamos y luego lo llevamos en una dirección muy, muy diferente.

Stoker marca el debut en idioma inglés del director coreano Chan-Wook Park. En enero del 2011 se informó que Mia Wasikowska estaba en negociaciones para interpretar a la adolescente India. Al mes siguiente fue Nicole Kidman quien comenzó a negociar su participación en el proyecto. En junio se publicó que Matthew Goode estaba en conversaciones para interpretar al tío Charlie, ya que Colin Firth, que había sido contratado antes, debió retirarse.
Jacki Weaver, Lucas Till, Alden Ehrenreich y Dermot Mulroney se unieron al elenco en julio y agosto del 2011.
El rodaje duró cuarenta días, comenzando en Nashville, Tennessee, en septiembre de 2011. Parte de la película se rodó cerca de Murfreesboro el 22 de septiembre, así como en Sewanee, hogar de la Universidad del Sur. El compositor Philip Glass fue contratado para crear la banda sonora de la película, pero fue reemplazado por Clint Mansell.

## Crítica

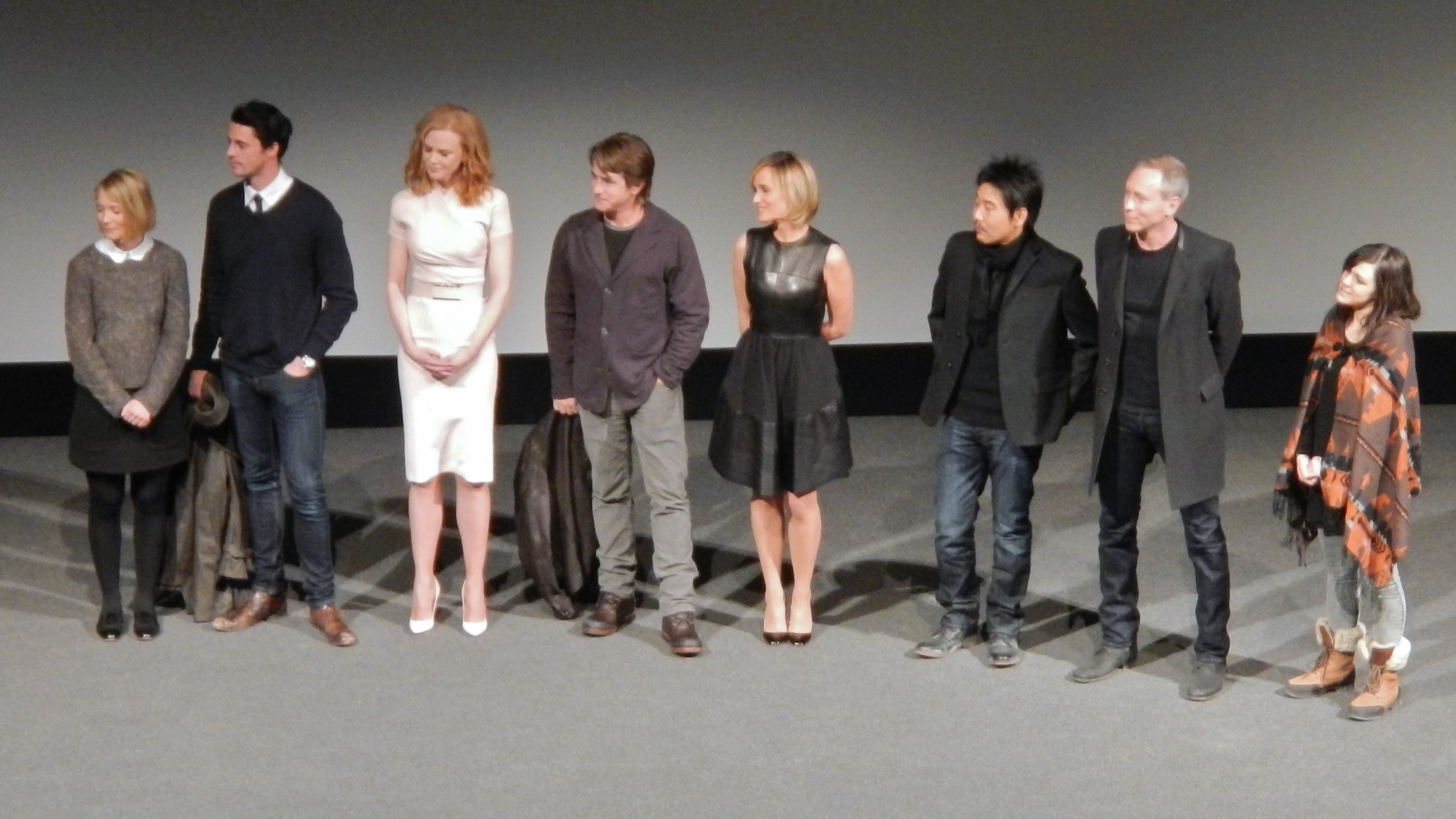
El elenco y los realizadores de Stoker presentando la película en el Festival de Cine de Sundance.

La película debutó en enero de 2013 en el Festival de Sundance y recibió opiniones mayoritariamente positivas. Jeremy Kay, crítico del diario The Guardian, escribió: «Es un misterio familiar magníficamente editado, disfrazado de cuento de hadas gótico». También mencionó la influencia de Hitchcock: «Las referencias literarias y el simbolismo abundan en Stoker. Usted puede quedarse atado intentando descifrar quién es qué. Esa es la idea; todas las pistas están ahí. Solo debe mirar de cerca.» The Guardian le otorgó a Stoker cuatro de cinco estrellas en su reseña.
Guy Lodge, especialista del semanario Variety, se refirió a la película como «Un gumbo espléndidamente demencial de un thriller de Hitchcock». Por su parte, Ty Cooper le dio a la cinta cinco estrellas y escribió: «Stoker se erige como una obra maestra, entregando emociones tan escalofriantes como Psicosis y cimentando la idea de que Chan-Wook Park es el Hitchcock para una nueva generación de espectadores».
Por otro lado, Mick LaSalle, del San Francisco Chronicle, dijo: «La película se revela no solo como algo aburrido, sino también como algo sin sentido».
Según el portal Rotten Tomatoes, la película recibe una puntuación del 68%, calificándose así como fresca, acompañada de la positiva reseña: «Su guion no lleva el peso dramático de su trabajo anterior, pero Stoker, de Park Chan-wook, demuestra su buen ojo para las imágenes suntuosas y su afecto por los relatos oscuros y atmosféricos poblados por personajes misteriosos».
Richard Roeper, columnista y crítico del diario estadounidense  Chicago Sun-Times, dijo: «Escalofriante, elegante y espeluznante de una manera hostil. Empieza por el final y nos lleva a un viaje terrible y espeluznante antes de aterrizar justo donde empezamos, ahora viendo cada detalle a través de una lente diferente. Es inquietantemente buena».